# Molophilus immutatus
Molophilus immutatus är en tvåvingeart som beskrevs av Alexander 1929. Molophilus immutatus ingår i släktet Molophilus och familjen småharkrankar. Inga underarter finns listade i Catalogue of Life.